# Liste der Ramsar-Gebiete in Antigua und Barbuda

Logo der Ramsar-Konvention

Ramsargebiete sind nach der 1971 geschlossenen Ramsar-Konvention Schutzgebiete für Feuchtgebiete von internationaler Bedeutung, nach der Absicht des internationalen völkerrechtlichen Vertrags insbesondere als Lebensraum für Wasser- und Watvögel.
Antigua und Barbuda hat das Abkommen am 2. Oktober 2005 in Kraft gesetzt. Bisher (2014) ist nur ein Gebiet nach dem Ramsarabkommen ausgewiesen, mit etwa 36 km², das umfasst knapp 8 % der Landesfläche.

## Liste der Ramsargebiete
Lage … Parish/Dependency; und Koordinate (G.)
Typ … Feuchtgebietstypen nach Ramsar-Konvention
| Nr.                                       | Bezeichnung                               | Lage (G.)                                 | ha (Fl.) | Höhe m ü.m.                                                                                                  | Typ | seit | Anmerkungen                                                                                                  |
| ----------------------------------------- | ----------------------------------------- | ----------------------------------------- | -------- | --- | --- | --- | --- |
| 1488                                      | Codrington Lagoon                         | Barbuda                                   | 3.600    | 0–6 | A B C E G I J Zk(a) 7                                                                                        | 2. Juni 2005                                                                                                 | auch vollständig Codrington Lagoon and the Creek IBA (AG002, 78 km²) und Codrington Lagoon NP (CLNP, 67 km²) |
| Gesamt 1 Gebiet, geschützte Fläche: (Fl.) | Gesamt 1 Gebiet, geschützte Fläche: (Fl.) | Gesamt 1 Gebiet, geschützte Fläche: (Fl.) | 3.600    | 36 km² … ca. 8 % d. Landfläche einschließlich Lagunen (ca. 460 km²) davon national geschützt: 36 km² (100 %) | 36 km² … ca. 8 % d. Landfläche einschließlich Lagunen (ca. 460 km²) davon national geschützt: 36 km² (100 %) | 36 km² … ca. 8 % d. Landfläche einschließlich Lagunen (ca. 460 km²) davon national geschützt: 36 km² (100 %) | 36 km² … ca. 8 % d. Landfläche einschließlich Lagunen (ca. 460 km²) davon national geschützt: 36 km² (100 %) |

Stand: 2/2014, Quelle: ramsar.org, 23/06/2005
(G.) Koordinaten nach ramsar.org (Koordinatenmitte)
(Fl.) Fläche nach ramsar.org Datenblatt